# Il libro segreto di Gabriele d'Annunzio
Il Libro segreto, o anche Il libro segreto di Gabriele d'Annunzio (titolo integrale: Cento e cento e cento e cento pagine del Libro segreto di Gabriele d'Annunzio tentato di morire) è un diario autobiografico di Gabriele D'Annunzio, scritto nel Vittoriale degli italiani nel 1935. 
Si tratta dell'ultima opera del poeta, assieme ad un racconto in falso francese antico, incentrato sulla storia di un soldato di Cristo miracolato.

## Contenuto

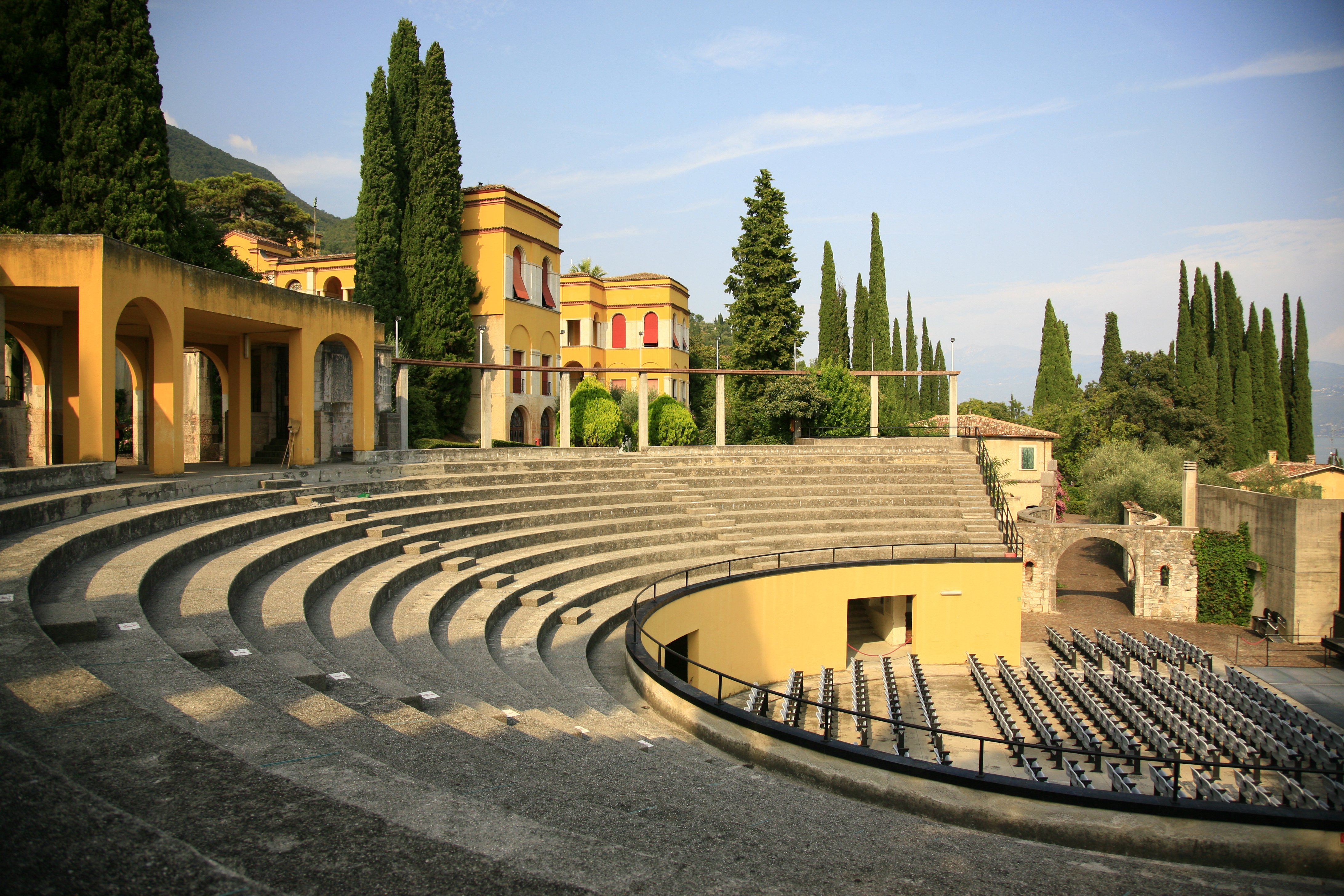
Teatro al Vittoriale degli italiani

L'opera è alternata in parti di prosa e di versi ed è divisa in due parti intitolate Via Crucis e Del Libro segreto.
Nella prima d'Annunzio evoca il periodo della gioventù abruzzese a Pescara, quando svenne per l'estasi in una chiesa piena di crocifissi, iniziando così ad analizzare il tema predominante della morte che è onnipresente in tutta l'opera. L'autore elenca inoltre alcune fra le più rischiose imprese della sua vita, come quelle della prima guerra mondiale, dove dichiara di esser andato quasi volontariamente a cercare la morte da eroe, fino ad arrivare al tentato suicidio del 1922, nella villa di Gardone Riviera.
Nella seconda parte invece d'Annunzio tenta di offrire un ritratto sincero della propria personalità, ormai consumata dalla vecchiaia e dal senso della morte imminente. La prosa risulta frammentata e confusa, quasi ad arrivare all'aforisma.

## Appendice
In appendice all'opera c'è il breve racconto Le dit du sourd ("Il detto del sordo"), scritto da d'Annunzio nel '36 in francese medievale, in cui si racconta la testimonianza di un soldato di Francia, partito per le Crociate, che è stato miracolato dal Signore. Il breve racconto è noto perché si tratta dell'ultima opera di Gabriele d'Annunzio prima della morte.